# Panafrikanische Universität

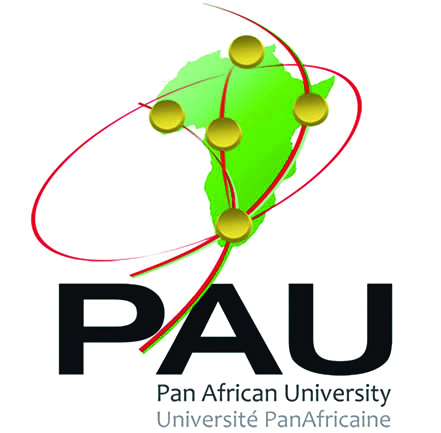
Logo der Panafrikanischen Universität

Die Panafrikanische Universität (auch: Pan-Afrikanische Universität oder Panafrikanische Netzwerkuniversität, PAU) ist ein Forschungs- und Lehrnetzwerk von Universitätszentren in fünf afrikanischen Regionen (Nord-, Ost-, Süd-, West- und Zentralafrika). Die PAU geht auf eine Initiative der Afrikanischen Union zurück. 

## Entstehung
Die Afrikanische Union verfolgt das Projekt der Panafrikanischen Universität seit 2003. Damals wurde es bei einer ersten Ministerkonferenz in Johannesburg angekündigt. Unter Führung der Kommission für Human Resources, Science and Technology der Afrikanischen Union wurde schließlich 2008 damit begonnen, die Panafrikanische Universität aufzubauen. Sie soll das Niveau von Hochschulbildung, Wissenschaft und Technologie in Afrika auf akademisch hohem (Exzellenz-)Niveau ausbauen. Der Fokus liegt auf der Ausbildung von Graduierten und Doktoranden sowie der angewandten Forschung. Offiziell gegründet wurde die Einrichtung im Dezember 2011. Die PAU wird an bereits bestehenden Hochschulen in Afrika eingerichtet. Internationale Partner übernehmen die Patenschaft für einzelne Standorte.

## Standorte
Folgende fünf Themenschwerpunkte und Standorte wurden ausgewählt:
- Wasser und Energie, einschließlich Klimawandel: Abou Bakr Belkaid Universität in Tlemcen/Algerien, Partner: Deutschland

PAU Institute of Water and Energy Sciences (including Climate Change) (PAUWES)

- Naturwissenschaften, Technologie und Innovation: Universität für Landwirtschaft und Technologie Jomo Kenyatta in Kenia, Partner: Japan

PAU Institute on Basic Sciences, Technology and Innovation (PAUSTI)

- Umwelt- und Geowissenschaften, einschließlich Gesundheit und Landwirtschaft: Universität Ibadan in Nigeria, Partner: Indien

PAU Institute of Earth and Life Sciences (PAULESI)

- Regierungsführung, Geistes- und Sozialwissenschaften: Universität Yaoundé II in Kamerun, Partner: Schweden

PAU Institute of Governance, Society and Social Science (PAUGHSS)

- Raumfahrt: Südliches Afrika (Hochschule und Partner müssen noch benannt werden)

PAU Institute for Space Sciences

## Ziele
Der Kommissar für Bildung der Afrikanischen Union, De-Paul Ikounga, sagte 2013 in einer Rede: 

„Das Gesamtziel von PAU ist es, afrikanische Lösungen von Afrikanern, in Afrika, für Afrika zu entwickeln. Gerade das Gegenteil ist heute der Fall. Afrikanische Studenten, die in Europa studieren, schreiben ihre Masterarbeit über europäische, aber nicht über afrikanische Probleme.“

 Die genannten Universitäten sollen als Knotenpunkte („Hubs“) dienen, mit denen sich andere afrikanische Hochschulen vernetzen können. Mit Unterstützung der Geber sollen Studienprogramme auf Master- und Doktorandenniveau aufgebaut werden. Die entstehenden Netzwerkuniversitäten sollen auch am internationalen akademischen Austausch teilnehmen. Für die Verwaltung der PAU wurde ein zentrales Rektorat in der äthiopischen Hauptstadt Addis Abeba eingerichtet, das – genau wie das PAUWES-Institut in Algerien – ebenfalls von Deutschland unterstützt wird. Es koordiniert die verschiedenen Aktivitäten der Panafrikanischen Universität und gewährleistet einheitliche Qualitätsmaßstäbe. 
Die PAU soll der Abwanderung qualifizierter Fach- und Führungskräfte entgegenwirken und dafür sorgen, dass Nachwuchswissenschaftler und Entscheidungsträger im Rahmen ihrer künftigen Tätigkeiten neue Strategien für afrikanische und globale Herausforderungen entwickeln und umsetzen.